# SoftBank 101K
HONEY BEE 101K（ハニービー イチマルイチケー）は、京セラによって開発された、SoftBankの第3世代移動通信システム（SoftBank 3G）端末である。SoftBank スマートフォンシリーズのひとつ。OSはAndroid 2.3を搭載している。

## 概要
京セラとしては初となるソフトバンク向け端末である。デジタルツーカー/デジタルホン時代にデジタルツーカー向けの「タイプKC～KC3」があったが、これらはツーカーローミング端末となるため、純粋な意味でのソフトバンクモバイルおよびその前身となる会社向けでは初である。
また、同社のHONEY BEEシリーズとしても初となるスマートフォン端末である。京セラのAndroid搭載スマートフォンブランドとしては他にDIGNOシリーズがあるが、この機種は同シリーズには含まれない。
なお、ウィルコム向けに発売されてきたHONEY BEEでは初の、他キャリアでの発売となる。
手のサイズが小さい女子中高生でも快適に片手操作できるよう、本体の幅は約56mmに抑えており、タッチ操作のしやすさを考慮して画面サイズを約3.5インチとしている。また、外観はラメ加工を全面的に施し、側面のサイドキーはツートンカラー構成としているほか、本体背面のスピーカー穴も星型になっている。
機能面では防水性能を備えているほか、デュアルコアCPUやULTRA SPEEDに対応している。ワンセグおよびおサイフケータイには非対応である。
なお、従来のスマートフォン向けUIMカードではなく、microSIMカード方式を採用している。

## その他機能
| 主な対応サービス | 主な対応サービス   | 主な対応サービス                       | 主な対応サービス                             |
| ---------------- | ------------------ | -------------------------------------- | -------------------------------------------- |
| タッチパネル     | WVGA液晶 3.5インチ | フルブラウザ(Android)                  | ULTRA SPEED 下り最大21Mbps・上り最大5.76Mbps |
| Android 2.3      | Flash 10.3         | WiFi                                   | GPS                                          |
| 515万画素カメラ  | ワンセグ           | デジタルオーディオプレーヤー(AAC)(WMA) | おサイフケータイ                             |
| Bluetooth        | 赤外線通信         | 緊急速報メール                         | 防水                                         |